# フローズン・エバー・アフター
- 東京ディズニーシー
  - ファンタジースプリングス > フローズン・エバー・アフター
  - 東京ディズニーシーのアトラクション > フローズン・エバー・アフター

「フローズン・エバー・アフター」（英: Frozen Ever After、東京ディズニーシーでは「アナとエルサのフローズンジャーニー」〈英: Anna and Elsa's Frozen Journey〉）は、エプコット、香港ディズニーランド、東京ディズニーシー、ウォルト・ディズニー・スタジオ・パークにある、ミュージカル要素を取り入れたリバース型シュート・ザ・シュートのである。これらのアトラクションでは、ディズニーの2013年のアニメ映画『アナと雪の女王』および2015年の短編アニメーション『アナと雪の女王 エルサのサプライズ』を題材としたシーンが登場する。
最初の設置はエプコットで行われ、2016年6月21日にオープンした。このアトラクションは、かつて存在した「メイルストロム」のライドシステムとコースレイアウトを流用している。香港ディズニーランド版は、ウォルト・ディズニー・カンパニーの創立100周年を記念して2023年11月20日にオープンし、東京ディズニーシー版は2024年6月6日に開業した。また、2026年にはディズニー・アドベンチャー・ワールドにも導入される予定である。

## 歴史
2014年9月12日、ウォルト・ディズニー・ワールドの運営陣は、エプコットのワールド・ショーケース内にあるノルウェー館のアトラクション「メイルストロム」を、『アナと雪の女王』をテーマにしたアトラクションへと置き換えることを発表した。「メイルストロム」の最終運営日は2014年10月5日だった。
2015年6月、当時のディズニーCOO（最高執行責任者）であったトム・スタッグスは、『アナと雪の女王』のアトラクションの構想は映画公開前から存在していたが、世界的なヒットを受けて計画が加速したことを明らかにした。また、ワールド・ショーケースのノルウェー館をフィクションの世界をテーマにしたアトラクションへと改装することが適切かどうかについて問われた際、スタッグスは「ノルウェー館の目的がスカンディナヴィアの文化を紹介することであるならば、『アナと雪の女王』はその魅力をさらに引き出すことになる。私には決して場違いには思えない」と述べた。
ディズニーは新アトラクションの詳細と正式名称「Frozen Ever After（フローズン・エバー・アフター）」を発表した。このアトラクションは、「メイルストロム」で使用されていたライドシステムやコースを流用している。また、アトラクション内のオーディオアニマトロニクスには、2014年にマジック・キングダムでオープンした「七人のこびとのマイントレイン」で初めて導入された改良型の顔のアニメーション技術が用いられている。さらに、ディズニー史上初の完全電動式オーディオアニマトロニクスが採用されており、それ以前のアニマトロニクスは空気圧式または油圧式を使用していた。新曲はないものの、映画の楽曲の一部にはオリジナル作曲者による新たな歌詞が追加されている。
2016年5月20日、ディズニー・パークスはアトラクションのオープン日を同年6月21日と発表した。オープン当日には待ち時間が5時間を超え、列は中国館まで続いた。猛暑の中、エプコットのスタッフは待機するゲストにアイスクリームや水を配布した。

## 体験内容

### エプコット、香港ディズニーランド、ディズニー・アドベンチャー・ワールド版

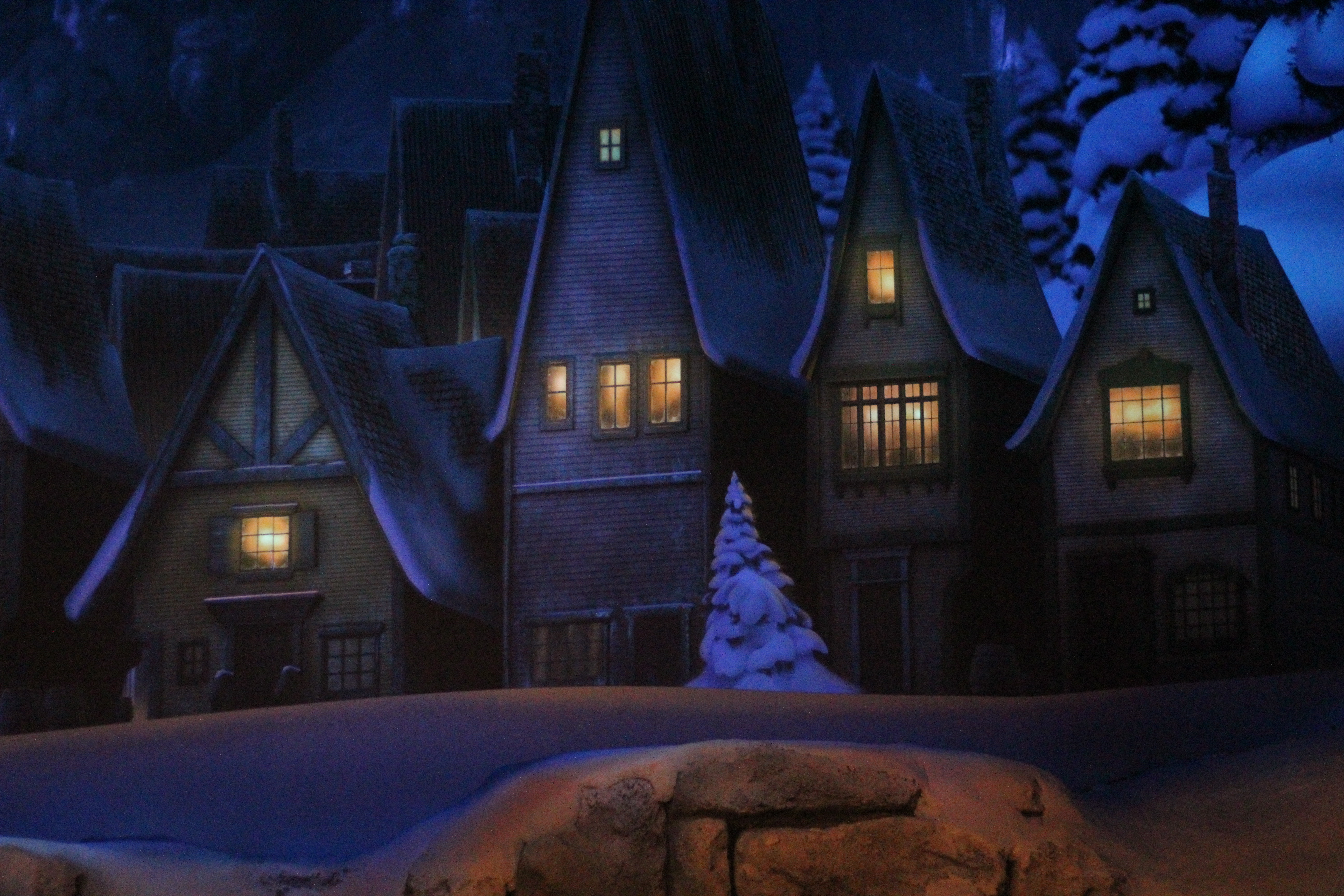
乗車シーン

「フローズン・エバー・アフター」は、アナが自己犠牲の「真実の愛」によって姉エルサを暗殺未遂から救い、凍った心を溶かして永遠の冬を終わらせた日を記念するアトラクションである。この出来事を祝うため、エルサはアレンデール王国の市民に「公式サマースノーデー」を贈り、このお祭りがアトラクションのテーマとなっている。
ゲストは待機列の途中で、冬の祭典を宣伝するポスターや広告を見ることができる。列を進むと、ワンダリング・オーケンのトレーディング・ポスト＆サウナを通過し、サウナの中からオーケンが手を振っている様子が見られる。その後、ゲストはボートに乗り込み、雪と氷の世界へと出発する。最初にオラフとスヴェンが登場し、「雪だるまつくろう」を歌いながらゲストを迎える。続いて、パビーが幼いトロールたちに物語を語るシーンを通過する。
次に、ライドはリフトを上り、エルサの氷の宮殿へと向かう。頂上に到達すると、オラフがスケートをしながら「生まれてはじめて」を歌っているが、歌詞を間違えてコミカルな演出が加えられている。その後、歌うアナとクリストフのそばを通過し、スヴェンが舌をポールにくっつけているシーンが見られる。二つの門が開き、エルサが「レット・イット・ゴー」を歌いながら魔法で氷を作り出す姿が現れる。この瞬間、ボートが小さな坂を後ろ向きに滑り降り、エルサが氷の宮殿を作り出す光景の中を進んでいく。
次に、ゲストは『アナと雪の女王 エルサのサプライズ』に登場するマシュマロウとスノーギースと遭遇する。ボートが前進すると、マシュマロウがミストを吐き出し、その霧を通り抜けながら小さな落下をする。このタイミングでライドフォトが撮影される。その後、ゲストはアレンデール城の前を通過し、花火が夜空に打ち上がる演出を楽しめる。最後に、アナ、エルサ、オラフが「あこがれの夏」を歌いながら登場し、村へ帰還。ゲストはボートを降り、アトラクションを後にする。

### 東京ディズニーシー版
| アナとエルサのフローズンジャーニー Anna and Elsa's Frozen Journey | アナとエルサのフローズンジャーニー Anna and Elsa's Frozen Journey | アナとエルサのフローズンジャーニー Anna and Elsa's Frozen Journey | アナとエルサのフローズンジャーニー Anna and Elsa's Frozen Journey |
| ----------------------------------------------------------------- | ----------------------------------------------------------------- | ----------------------------------------------------------------- | ----------------------------------------------------------------- |
| オープン日                                                        | オープン日                                                        | 2024年6月6日                                                      | 2024年6月6日                                                      |
| スポンサー                                                        | スポンサー                                                        | 大和ハウス工業株式会社                                            | 大和ハウス工業株式会社                                            |
| 所要時間                                                          | 所要時間                                                          | 約6分30秒                                                         | 約6分30秒                                                         |
| 定員                                                              | 定員                                                              | 1隻16名                                                           | 1隻16名                                                           |
| 利用制限                                                          |                                                                   | なし                                                              | なし                                                              |
| ファストパス                                                      | ファストパス                                                      |                                                                   | ○                                                                 |
| シングルライダー                                                  | シングルライダー                                                  |                                                                   | 対象外                                                            |

「アナとエルサのフローズンジャーニー」では、アナが真実の愛の力で姉エルサを暗殺未遂から救い、エルサがアナの凍った心を溶かして永遠の冬を終わらせる物語を体験できる。

#### 待ち列
ゲストは、「ファミリールーム」「温室」「プレイルーム」「図書室」の4つのエリアを通りながら、乗船場所へ向かう。
「ファミリールーム」 では、『アナと雪の女王』の劇中歌「生まれてはじめて」に登場する部屋が再現されている。プレートアーマー（甲冑）や、幼い頃のアナとエルサ、両親とともに描かれた肖像画など、さまざまなアイテムが飾られている。
「温室」 には、多くの花が飾られ、霜と霧に包まれたガラス屋根が設置されている。奥には夕暮れの空が広がり、遠くにはオーロラが輝いている。
「プレイルーム」 の中央には、アレンデール城の形をしたオルゴールが設置されており、劇中歌が流れる中、アナやオラフの人形が動く仕掛けが施されている。
「図書室」 では、「生まれてはじめて」に登場する部屋が再現されており、大きな暖炉や、多くの本が並ぶ本棚が配置されている。

#### アトラクション
トロールの長であるパビーが、2人の子供のトロールにアナとエルサの物語を語り始めると、ラベンダー色の魔法の光が広がり、物語の世界へと引き込まれていく。
幼いアナは、エルサを誘って一緒に雪だるまを作ろうとするが、エルサは自身の魔法の力でアナを危険な目に遭わせてしまったことを悔い、部屋に閉じこもってしまう。
13年後、戴冠式の日を迎え、久しぶりに城の外へ出ることができる特別な1日に心を躍らせるアナ。一方で、自分の魔法の力を抑えることに苦労していたエルサは、不安を抱えていた。そのことを知らないアナは、戴冠式に出席していた隣国の王子ハンスと出会い、すぐに恋に落ちる。2人は船着場や灯台でダンスを踊り、その日のうちに結婚の約束まで交わす。しかし、あまりにも早すぎる決断にエルサは反対し、姉妹の口論の末、エルサの魔法が暴発してしまう。その場に居合わせたウェーゼルトン公爵は、エルサの力に恐怖を覚え、人々に警戒するよう呼びかける。
エルサを連れ戻すため旅に出たアナは、道中で山男のクリストフ、その相棒であるトナカイのスヴェン、そしてエルサが生み出した魔法の雪だるまオラフと出会い、ノースマウンテンを目指す。その頃、ノースマウンテンにたどり着いたエルサは、もう誰にも干渉されず自由に生きることを誓い、壮大な氷の宮殿「アイスパレス」を築き上げる。
エルサを見つけたアナは、王国全体が氷に覆われたことを伝え、冬を終わらせてほしいと頼む。しかし、エルサは「自分にはどうすることもできない」と拒絶し、動揺した拍子に魔法を暴走させ、アナの胸に氷のかけらを突き刺してしまう。
アナを連れ帰ったクリストフは、アナを助けるため急いで城へ向かうが、そこでハンスが本性を現す。王座を奪うためエルサを死刑にしようとし、剣を振り下ろす。直前にアナがエルサをかばい、完全に凍りついた身体でハンスの剣を受け止め、剣は砕け散る。エルサは氷の彫像と化したアナを見て涙を流すが、次の瞬間、アナの身体は元に戻り、息を吹き返す。その様子を見ていたオラフは、アナが「真実の愛」の力によって救われたことに気づく。
エルサは愛の力で魔法を制御できることを悟り、アレンデールを覆っていた雪と氷を空へと昇華させる。城の広場には夏が戻り、人々は氷の上でスケートを楽しみながら、アナとエルサの再会を祝う。

#### キャスト
- アナ：神田沙也加
- エルサ：松たか子
- オラフ：武内駿輔
- クリストフ：原慎一郎
- ハンス王子：津田英佑
- ウェーゼルトン公爵：多田野曜平
- パビー：安崎求

※アトラクションの台詞と歌は「ラプンツェルのランタンフェスティバル」と同時期、約5年前（2019年頃）に収録を行っている。